# ЯМЗ-530
ЯМЗ-534/535/536/537 — семейство рядных 4- и 6-цилиндровых дизельных двигателей производства ОАО «Автодизель» (Ярославский моторный завод), входящего в состав «Группы ГАЗ». 
Совместная разработка с австрийской инженерной компанией AVL List. 
Двигатели соответствуют требованиям Евро-4 и Евро-5.

## История
Разработка, изготовление и испытания опытных образцов шли в 1995—2002 и 2005—2008 годах. 
К 2009 году была произведена опытная партия двигателей для проведения стендовых и дорожных испытаний и велось строительство завода. 
Запуск завода по производству дизелей в заволжской части Ярославля состоялся 23 ноября 2011 года; предполагается, что до 2014 года ЯМЗ будет собирать 25 тысяч двигателей в год, а после увеличит объёмы в два раза.
В марте 2010 года Институт Адама Смита наградил ярославский моторный завод «Автодизель» премией в номинации «Лучшая инновация/технологический прорыв» за осуществление проекта по разработке семейства двигателей ЯМЗ-534/536.
В 2022 году в связи с международными санкциями были прекращены поставки топливной аппаратуры Bosch. В результате была анонсирована разработка двигателей ЯМЗ-535 и ЯМЗ-537, которые, помимо замещения импортных компонентов, имеют увеличенный рабочий объём за счёт коленчатого вала новой конструкции.

## Серийное производство
В 2012 году началось серийное производство автобусов ПАЗ и КАвЗ с двигателями ЯМЗ-534. Шестицилиндровые двигатели ЯМЗ-536 устанавливаются на модели ЛиАЗ-5256, включая городскую, пригородную и междугородную версии, а также на ЛиАЗ-5293, ЛиАЗ-5292 и ЛиАЗ-6213 (начиная с версии Евро-5). Четырёхцилиндровый дизель ЯМЗ-534 применяется также на автобусе среднего класса ЛиАЗ-429260. Павловский автобусный завод устанавливает четырёхцилиндровые двигатели ЯМЗ-5342 с диапазоном мощности 150...170 л. с. на автобусы семейств ПАЗ-3205 и ПАЗ-3204, а также на автобусы новейшего семейства Vector Next.
В 2013—2014 годах на Минском автомобильном заводе произвели и реализовали более 7 тысяч единиц техники с двигателями ЯМЗ-536.
В 2014 году на выставке «Газ на транспорте» GasSuf был представлен автомобиль «ГАЗон NEXT CNG» с новым газовым двигателем ЯМЗ-534 CNG, разработанным совместно с канадской компанией Westport.
В 2015 году были начаты дорожные испытания грузовых автомобилей Урал Next с модификацией двигателя ЯМЗ-536, работающего на сжатом (компримированном) природном газе.
12 ноября 2016 года было начато серийное производство газовых ЯМЗ-534/536 CNG уровня Евро-5. Такими двигателями комплектуют автобусы ЛиАЗ-529267, а также грузовые автомобили ГАЗ.
В августе 2023 года на выставке MIMS-2023 был представлен прототип двигателя ЯМЗ-535 мощностью 240 л. с. В 2024 году начался выпуск двигателя ЯМЗ-537.

## Характеристики
Двигатели семейства ЯМЗ-530 предназначены для установки на перспективную автомобильную и автобусную технику «Группы ГАЗ» и «МАЗ», а также на бронеавтомобили российского производства.
| Параметр                                     | ЯМЗ-534                               | ЯМЗ-535               | ЯМЗ-536                               | ЯМЗ-537               |
| -------------------------------------------- | ------------------------------------- | --------------------- | ------------------------------------- | --------------------- |
| Число и расположение цилиндров               | L4                                    | L4                    | L6                                    | L6                    |
| Рабочий объём двигателя, л                   | 4,43                                  | 5,1                   | 6,645                                 | 7,7                   |
| Максимальная мощность, кВт (л. с.)           | 100...154 (136...210)                 | 141...180 (190...240) | 180...242 (240...328)                 | 254...265 (345...360) |
| Номинальная частота вращения, об./мин        | 2300                                  | 2300                  | 2300                                  | 2300                  |
| Минимальный удельный расход топлива, г/кВт·ч | 197                                   |                       | 196                                   |                       |
| Масса, кг                                    | 460-480                               |                       | 620-640                               |                       |
| Экологические показатели                     | Евро-4 (EGR + POC) Евро-5 (EGR + POC) | Евро-5 (SCR + POC)    | Евро-4 (EGR + POC) Евро-5 (SCR + POC) | Евро-5 (SCR + POC)    |

В мае 2014 года была представлена форсированная модификация ЯМЗ-53472-10 с мощностью 215 л. с. при 2600 об/мин, предназначенная для автомобилей СПМ-2 «Тигр».

## Интересно
Двигатели семейства ЯМЗ-534/536 могут заменить собой классические двигатели прежнего семейства ЯМЗ-236/238.
Например, на автомобили МАЗ-6312А5 устанавливается двигатель ЯМЗ-6582.10 в 330 л. с., а на аналогичный МАЗ-6312В5 — двигатель ЯМЗ-536 в 328 л. с.
В сравнении двух двигателей почти одинаковой мощности ЯМЗ-536 по рабочему объёму (6645 см³) и массе меньше ЯМЗ-6582.10 (14866 см³) в 2,3 раза.
На автомобили МАЗ-5340В3 взамен ЯМЗ-6563.10 (11150 см³) в 230 л. с. установлен ЯМЗ-5362 (6645 см³) в 240 л. с., который по объёму меньше в 1,7 раза.
Также, вместо двигателя ЯМЗ-236М2 (11 150 см³) в 180 л. с. может быть установлен ЯМЗ-534 меньшего объёма (4430 см³) той же мощности. Благодаря такому решению машины становятся эффективнее и экономичнее.
Тем не менее, наряду с двигателями нового поколения семейство ЯМЗ-236/238 по-прежнему выпускается и развивается.